# كحول وجنس
الكحول والجنس هو التعامل مع آثار استهلاك الكحول على السلوك الجنسي. تتوازن تأثيرات الكحول بين آثاره القمعية على وظائف الأعضاء الجنسية، والتي من شأنها أن تقلل من النشاط الجنسي، وبين قمعه للموانع النفسية، والتي قد تزيد من الرغبة في ممارسة الجنس.
الكحول هو تسبب الاخماد. بعد تناول الكحول، يتسبب الكحول في تباطؤ أجهزة الجسم. في كثير من الأحيان، ترتبط مشاعر السكر بالابتهاج والسعادة، ولكن يمكن أن تنشأ مشاعر أخرى من الغضب أو الاكتئاب. كما يتأثر التوازن والحكم والتنسيق سلبًا. أحد أهم الآثار الجانبية قصيرة المدى للكحول هو تقليل التثبيط. انخفاض الموانع يمكن أن يؤدي إلى زيادة في السلوك الجنسي.

## في الرجال
تبين أن استهلاك الكحول بكميات منخفضة إلى معتدلة له تأثير وقائي على وظيفة الانتصاب لدى الرجال. تظهر العديد من المراجعات والتحليلات الوصفية للأدبيات الموجودة أن استهلاك الكحول المنخفض إلى المعتدل يقلل بشكل كبير من خطر ضعف الانتصاب.
يمكن أن تتأثر السلوكيات الجنسية للرجال بشكل كبير بسبب تناول كميات كبيرة من الكحول. لقد أظهر استهلاك الكحول المزمن والحاد في معظم الدراسات (ولكن ليس كلها ) أنه يمنع إنتاج هرمون التستوستيرون في الخصيتين. ويعتقد أن سبب ذلك هو استقلاب الكحول مما يقلل من نسبة NAD+ /NADH في الكبد والخصيتين. نظرًا لأن تخليق هرمون التستوستيرون يتطلب NAD+، فإن هذا يميل إلى تقليل إنتاج هرمون التستوستيرون.
نظرًا لأن هرمون التستوستيرون ضروري للرغبة الجنسية والإثارة الجسدية، فإن الكحول يميل إلى أن يكون له آثار ضارة على الأداء الجنسي للذكور. وقد أجريت دراسات تشير إلى أن زيادة مستويات تسمم الكحول تؤدي إلى تدهور كبير في فعالية العادة السرية لدى الذكور. تم قياس هذا التدهور عن طريق قياس تركيز الكحول في الدم وزمن القذف. يمكن أن يؤدي التسمم بالكحول إلى تقليل الإثارة الجنسية، وتقليل المتعة وشدة النشوة الجنسية، وزيادة صعوبة الوصول إلى النشوة الجنسية.

## في النساء
في النساء، آثار الكحول على الرغبة الجنسية في الأدبيات مختلطة. تفيد بعض النساء أن الكحول يزيد من الإثارة والرغبة الجنسية، ومع ذلك، تظهر بعض الدراسات أن الكحول يقلل من العلامات الفسيولوجية للإثارة. وجدت دراسة أجريت عام 2016 أن الكحول يؤثر سلبًا على مدى إيجابية التجربة الجنسية لدى كل من الرجال والنساء. أظهرت الدراسات أن استهلاك الكحول الحاد يميل إلى التسبب في زيادة مستويات هرمون التستوستيرون والإستراديول. بما أن هرمون التستوستيرون يتحكم جزئيًا في قوة الرغبة الجنسية لدى النساء، فقد يكون هذا سببًا فسيولوجيًا لزيادة الاهتمام بالجنس. أيضًا، نظرًا لأن النساء لديهن نسبة أعلى من الدهون في الجسم وكمية أقل من الماء في أجسادهن، يمكن أن يكون للكحول تأثير أسرع وأكثر خطورة. تستغرق أجسام النساء وقتًا أطول لمعالجة الكحول؛ وبشكل أكثر دقة، غالبًا ما يستغرق جسد المرأة وقتًا أطول بمقدار الثلث للتخلص من المادة.
السلوك الجنسي عند النساء تحت تأثير الكحول يختلف أيضًا عن الرجال. وقد أظهرت الدراسات أن زيادة تركيز الكحول في الدم يرتبط بزمن اختفاء أطول لنشوة الجماع وانخفاض شدة النشوة الجنسية. أبلغت بعض النساء عن زيادة الإثارة الجنسية مع زيادة استهلاك الكحول بالإضافة إلى زيادة الإحساس بالمتعة أثناء النشوة الجنسية. نظرًا لأن استجابة القذف تكون بصرية ويمكن قياسها بسهولة أكبر عند الذكور، فيجب قياس الاستجابة لنشوة الجماع بشكل أكثر حميمية. في دراسات النشوة الجنسية الأنثوية تحت تأثير الكحول، تم قياس زمن وصول النشوة الجنسية باستخدام مخطط التحجم الضوئي المهبلي، والذي يقيس بشكل أساسي حجم الدم المهبلي.
ومن الناحية النفسية، لعب الكحول أيضًا دورًا في السلوك الجنسي. تم الإبلاغ عن أن النساء اللاتي كن في حالة سكر يعتقدن أنهن أصبحن أكثر إثارة جنسياً مما كان عليه قبل تناول الكحول. يتناقض هذا التأثير النفسي مع التأثيرات الفسيولوجية التي تم قياسها، لكنه يشير إلى فقدان الموانع بسبب الكحول. في كثير من الأحيان، يمكن أن يؤثر الكحول على قدرة المرأة على الشعور براحة أكبر وبالتالي أن تصبح أكثر جنسية. قد تعتبر بعض النساء الكحول مثبطًا جنسيًا.

## المخدرات سهلت الاعتداء الجنسي
الاعتداء الجنسي الميسر بالمخدرات (DFSA)، المعروف أيضًا باسم الاغتصاب المفترس، هو اعتداء جنسي يتم تنفيذه بعد أن تصبح الضحية عاجزة بسبب تناول الكحول أو المخدرات الأخرى. أصبح المصطلح غير الرسمي "مخدرات الاغتصاب" مستخدمًا على نطاق واسع في أوائل التسعينيات من خلال تقارير وسائل الإعلام الإخبارية الأمريكية. يقول الباحثون إنه على عكس الأنواع الأخرى من الاغتصاب، فإن الاعتداء الجنسي الميسر بالمخدرات ليس جريمة عنف جسدي: إنها جريمة المتعة الجنسية والاستحقاق. عقار الاغتصاب، ويسمى أيضًا المخدرات المفترسة، هو أي دواء يمكن استخدامه للمساعدة في تنفيذ الاعتداء الجنسي الميسر بالمخدرات (DFSA). الأنواع الأكثر شيوعًا من الاعتداء الجنسي الميسر بالمخدرات هي تلك التي يبتلع فيها الضحية المخدرات عن طيب خاطر لأغراض ترفيهية، أو يتم إعطاؤها خلسة: وهو النوع الأخير من الاعتداء الذي يشير إليه مصطلح "مخدرات الاغتصاب" في أغلب الأحيان.

## المخاطرة الجنسية
يرتبط التسمم بالكحول بزيادة خطر تورط الأشخاص في سلوكيات جنسية محفوفة بالمخاطر، مثل ممارسة الجنس دون وقاية. ليس من الواضح ما إذا كان الأمران مرتبطين أم أن أنواع شخصية الأشخاص الذين يشربون كميات كبيرة من الكحول أكثر تسامحًا مع المخاطرة.
ويرتبط الكحول بنسبة كبيرة من النتائج غير المرغوب فيها المرتبطة بالجنس مثل الاغتصاب والحمل غير المرغوب فيه والأمراض المنقولة جنسيا.
وفي عام 2018، وجدت الدراسة الأولى من نوعها أن الكحول ومشروبات الطاقة التي تحتوي على الكافيين ترتبط بالجنس العرضي المحفوف بالمخاطر بين البالغين في سن الدراسة الجامعية.

## نظرية "نظارات البيرة"
دعمت دراسة نشرت عام 2003 فرضية نظارات البيرة؛ ومع ذلك، فقد وجدت أيضًا أن تفسيرًا آخر هو أن من يشربون الكحول بانتظام يميلون إلى امتلاك سمات شخصية تعني أنهم يجدون الأشخاص أكثر جاذبية، سواء كانوا تحت تأثير الكحول في ذلك الوقت أم لا. أظهرت دراسة أجريت عام 2009 أنه في حين وجد الرجال أن النساء البالغات (اللواتي يضعن المكياج) أكثر جاذبية بعد تناول الكحول، فإن الكحول لم يتعارض مع قدرتهن على تحديد عمر المرأة.
وجدت دراسة أجريت عام 2021 أن رواد الحانات صنفوا أنفسهم على أنهم أكثر جاذبية في نهاية الليل، بغض النظر عن مستوى السكر لديهم، وأن هذا التأثير له علاقة أكبر بالدوافع لجذب الشريك. تم اختبار "تأثير وقت الإغلاق" في الحانات الدنماركية، حيث قام الباحثون بفصل الإجابات بناءً على ما إذا كان رواد الحانة قد ملأوا استبيانهم في فترة ما بعد الظهر أو المساء أو الليل، ووجدوا أن الأشخاص الذين يحضرون الحانة ليلاً صنفوا أنفسهم على أنهم أكثر جاذبية من الأشخاص الذين يرتادون الحانة ليلاً. الزوار السابقين.

## أنظر أيضا
- الجنس والمخدرات